# Ilia (Hunedoara)
Pour les articles homonymes, voir Ilia.
Ilia (en hongrois : Marosillye, en allemand : Elienmarkt) est une commune du Județ de Hunedoara en Transylvanie, (Roumanie).